# Cabestany
Cabestany település Franciaországban, Pyrénées-Orientales megyében. Lakosainak száma 10 414 fő (2022. január 1.). Cabestany Perpignan, Canet-en-Roussillon, Saint-Nazaire és Saleilles községekkel határos.

## Földrajz

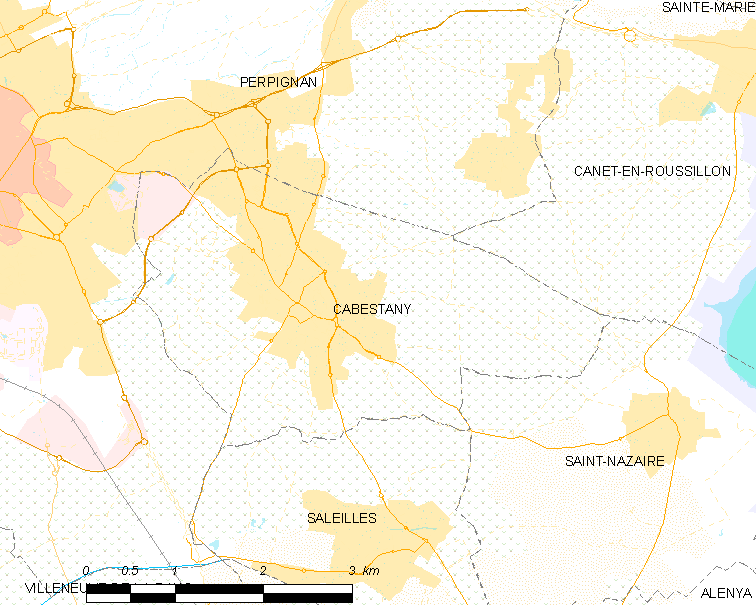
Cabestany és környéke

## Népesség
A település népességének változása:
| Lakosok száma | 9577 | 9790 | 10 030 | 10 106 | 10 235 | 10 301 | 10 368 | 10 338 | 10 414 |
|               | 2013 | 2015 | 2016   | 2017   | 2018   | 2019   | 2020   | 2021   | 2022   |